# Cantonul Imphy
Cantonul Imphy este un canton din arondismentul Nevers, departamentul Nièvre, regiunea Burgundia, Franța.

## Comune
| Comune            | Populație (1999) | Cod poștal | Cod INSEE |
| ----------------- | ---------------- | ---------- | --------- |
| Chevenon          | 623              | 58160      | 58072     |
| Gimouille         | 487              | 58470      | 58126     |
| Imphy             | 3 782            | 58160      | 58134     |
| Magny-Cours       | 1 455            | 58470      | 58152     |
| Saincaize-Meauce  | 433              | 58470      | 58225     |
| Sauvigny-les-Bois | 1 515            | 58160      | 58273     |